# Françoise Thys-Clément
Françoise Thys-Clément (née le 30 octobre 1942 à Hal) est une professeure belge en économie, ancienne rectrice de l'Université libre de Bruxelles.
elle a eu 2 sœurs et 1 frère.

mariée à Édouard Thys en 1966 avec qui elle a eu deux filles (Marianne en 1969 et Florence en 1972)

## Biographie
Docteure en sciences économiques (1975), Françoise Thys-Clément est devenue la 61e rectrice de l'université libre de Bruxelles en 1990. Première femme rectrice d'une université francophone, elle reçoit un prix du Conseil des femmes francophones de Belgique en 1993. 
Pro-rectrice de l'ULB de 1994 à 2000, elle y fonde, en 1996, le Centre de l'économie de l'éducation (devenu ensuite « Centre de l'économie de la connaissance »).
Ses travaux de recherche portent sur l'économétrie, l'économie publique et le fédéralisme, ainsi que sur l'économie de l'éducation.
Françoise Thys-Clément a occupé plusieurs fonctions nationales ou internationales :
- Présidente (1992-1993) puis membre du conseil scientifique (2001-2005) du Fonds national de la recherche scientifique[5]
- Présidente de la Commission régionale de développement de la Région de Bruxelles-Capitale (1993-1998)[6]
- Présidente du Conseil de gestion de l'hôpital Érasme (1994-2007)[7]
- Membre du Comité consultatif de Bioéthique de Belgique (1995-1999)[réf. souhaitée]
- Membre du conseil de l'université des Nations unies (1998-2004)[4],[8]
- Membre du conseil scientifique du Centre national de la recherche scientifique (2001-2005)[9]
- Membre du Comité national d'évaluation au titre des personnalités étrangères (2003-2006)[10]
- Présidente (2003-2005) puis vice-présidente (2005-2008) de l'Institut d'études européennes[11]
- Présidente de l'Institut belge des finances publiques (2005-2012)[12]
- Membre du Comité de suivi de la loi sur l'autonomie des universités (2008-2012)[13]
- Présidente du conseil d'administration de la Fondation Bernheim[14]
- Membre du Standing Committee for the Social Sciences de la Fondation européenne de la science[4]
- Experte auprès de l'OCDE[7]

Membre de l'Académie royale des sciences, des lettres et des beaux-arts de Belgique depuis 2006, elle est professeure émérite et rectrice honoraire de l'université libre de Bruxelles.

## Distinctions
Françoise Thys-Clément est récipiendaire des distinctions suivantes, :
- Prix du Conseil des femmes francophones de Belgique (1993)
- Prix Iris de l'Inter-Environnement Bruxelles (1994)
- Chevalière de la Légion d'honneur (1994)
- Officière de l'ordre national du Mérite
- Élevée au titre de Baronne par S.M. le Roi des Belges (1997) (titre qu'elle ne portera pas)[19]

## Publications
- RENA, A regional-national model for Belgium, in Modèles Régionaux-Nationaux. Ed. R. Courbis, Cujas, Collection Gama, 1, 1979, avec P. Van Rompuy et L. De Corel.
- Debt management in a small open economy. A theoretical and empirical study for Belgium, Journal of Policy Modelling, 6/1, 1984, with A. Berckmans, D. Van Regemorter and J. Vuchelen.
- Analyse macroéconomique des effets de la politique budgétaire, Revue française de Finances Publiques (RFFP), déc. 1984, avec D. Van Regemorter.
- The Devaluation Controversy : the Integration of Monetary and Real Variables in a Small Open Economy, Journal of Policy Modelling, 8,1,1986, avec M.C. Adam, M. Dewatripont and D. Van Regemorter.
- Le financement des universités. L'exemple belge, RFFP, n° 27,1989.
- Impôt régional: utopie ou dystopie ? : Le fédéralisme belge, RFFP, n° 29, 1990, avec A. Drumaux.
- Bruxelles, les facteurs de l'équilibre budgétaire, Courrier hebdomadaire du CRISP, Bruxelles, n°s 1310-1311, 1991, avec A. Drumaux et C. Maes.
- Regional Accounts in Action: Concerning methodological Problems from a Belgian Perspective, Review of Income and Wealth, mars 1992, avec H. Capron.
- La contrainte fiscale d'une petite économie ouverte soumise à double transformation institutionnelle :décentralisation et internationalisation, RFFP, n° 41, 1993, avec F. Ilzkovitz.
- L'université, les étudiants et l'emploi; bilan et perspectives, Higher Education Management, OCDE, Paris, nov. 1994, avec P. Desmarez.
- La crise de financement des universités, Revue des Universités Européennes, CRE-action 106, 1995.
- Pratiques de management stratégique dans les Universités européennes, Centre Européen pour le Management Stratégique des Universités (ESMU), déc. 1995, avec L. Wilkin.
- Management stratégique et université: résultats d'une enquête européenne, Gestion de l'Enseignement Supérieur, OCDE, Paris, 1998, 10/1, avec L. Wilkin.
- Social Sciences, Education Issues and Policy Reforms, Proceedings OECD The Social Sciences at a turning Point», Paris, 1999, with Y. Boon and V. Gilbert.
- Fédéralisme budgétaire en Belgique - mode d'emploi, Éditions de l'Université de Bruxelles, 2000, avec B. Bayenet, M. Feron, et V. Gilbert.
- Five Year Assessment of the European Union Research and Technological development programmes 1995-1999, with J. Majó (Chair) and al., Expert report to the European Commission, 2000.
- The Strategic Analysis of Universities : Microeconomics and Management Perspectives, ed. with M. Dewatripont and L. Wilkin, in Collection Education - Éditions de l'Université de Bruxelles, 2001.
- Françoise Thys-Clément, « La société de la connaissance. Le paradoxe de l’évolution des missions des bibliothèques universitaires », Bulletin des bibliothèques de France, vol. 46, no 6,‎ 2001, p. 56-66 (ISSN 1292-8399, lire en ligne)
- L'enseignement - Europe et Communauté française: quels enjeux?, supervision pour Reflets et Perspectives de la vie économique, 2001/4.
- European Universities: Change and Convergence ?, ed. with M. Dewatripont and L. Wilkin, in collection «Education» - Éditions de l'Université de Bruxelles, 2002.
- Changes in Research Management: the New Working Conditions of Researchers, The BelgiumInnovation System: Lessons and Challenges, Federal Office for Scientific, Technical and Cultural Affairs, 2002.
- The New Working Conditions of Researchers: the Case of Université Libre de Bruxelles in University Research Management, OECD Publishing, 2004, with V. Cabiaux.
- Five-Year Assessment of the EU research framework programmes 1999-2003, with E. Ormala (Chair) and al, Expert Report to the European Commission, 2005.
- The assignment of responsibilities for science and R&D in federal system. The need for an European University Charter, Reflets et Perspectives de la vie économique, mars 2006.
- La recherche et l'enseignement supérieur dans un système fédéral: la nécessité d'une Charte européenne des universités», Reflets et Perspectives de la vie économique, Tome XLV, 2006/2,Éditions de Boeck, pp. 67–74.
- Evolution des dépenses de santé: questions futures, La Lettre des Académies, n° 8, 2007.
- Éloge de John Kenneth Galbraith, dans Bulletin de la Classe des Lettres et des Sciences morales et politiques, 6e série, t. XVIII, 1-6, 2007, p. 53-63.
- Higher Education in a Globalized World : Governance, Competitions and performance, Vol. 1, M. Dewatripont, F. Thys-Clément and L. Wilkin (Eds), Collection "Education", Éditions de l'Université de Bruxelles, 2008.

## Sources
: document utilisé comme source pour la rédaction de cet article.
- Notices d'autorité :   - VIAF
  - ISNI
  - BnF (données)
  - IdRef
  - LCCN
  - GND
  - Belgique
  - Israël
  - NUKAT
  - WorldCat
- [vidéo] Entretien avec Françoise Thys-Clément (sur le site web de l'Académie royale de Belgique)
- [PDF] Benoît July, « À l'aune de l'indépendance et de la responsabilité - Portrait d'école de Françoise Thys-Clément », From Solvay, no 41,‎ 2010, p. 6 à 9 (lire en ligne)